# Cobubatha numa
Cobubatha numa är en fjärilsart som beskrevs av Druce 1889. Cobubatha numa ingår i släktet Cobubatha och familjen nattflyn. Inga underarter finns listade i Catalogue of Life.